# Grammodes cooma
Grammodes cooma är en fjärilsart som beskrevs av Swinhoe 1900. Grammodes cooma ingår i släktet Grammodes och familjen nattflyn. Inga underarter finns listade i Catalogue of Life.